# Nyugati törpemókus
A nyugati törpemókus (Microsciurus mimulus) az emlősök (Mammalia) osztályának a rágcsálók (Rodentia) rendjébe, ezen belül a mókusfélék (Sciuridae) családjába tartozó faj.

## Előfordulása
Kolumbia, Ecuador és Panama területén honos.

## Alfajai
- Microsciurus mimulus boquetensis Nelson, 1903
- Microsciurus mimulus isthmius Nelson, 1899
- Microsciurus mimulus mimulus Thomas, 1898